# Noccaea phrygia
Noccaea phrygia är en korsblommig växtart som först beskrevs av Joseph Friedrich Nicolaus Bornmüller, och fick sitt nu gällande namn av Friedrich Karl Meyer. Noccaea phrygia ingår i släktet backskärvfrön, och familjen korsblommiga växter. Inga underarter finns listade i Catalogue of Life.